# Tápszentmiklós megállóhely
Tápszentmiklós megállóhely egy megszűnt vasúti megállóhely, melyet a MÁV üzemeltetett, a Győr-Moson-Sopron vármegyei Tápszentmiklós településen.
A községtől mintegy másfél kilométerre délre helyezkedik el, a 8222-es út vasúti keresztezése közelében, attól keleti irányban; közúti elérését a 82 325-ös számú mellékút biztosította.

## Vasútvonalak
A megállóhelyet az alábbi vasútvonalak érintették:
- Környe–Pápa-vasútvonal

## Kapcsolódó állomások
A megállóhelyhez az alábbi állomások vannak a legközelebb:
- Bakonybánk megállóhely (Környe vasútállomás, Környe–Pápa-vasútvonal)
- Lázi megállóhely (Pápa vasútállomás, Környe–Pápa-vasútvonal)